# Skriketorp
Skriketorp är en ort i Norrköpings kommun. Orten ligger drygt 0,8 kilometer söder om Graversfors och 2 kilometer norr om Åby. Vid 2015 års tätortsavgränsning hade tätorten vuxit samman med Graversfors tätort.

## Befolkningsutveckling
| Befolkningsutvecklingen i Skriketorp 1990–2010                       | Befolkningsutvecklingen i Skriketorp 1990–2010 | Befolkningsutvecklingen i Skriketorp 1990–2010 | Befolkningsutvecklingen i Skriketorp 1990–2010 | Befolkningsutvecklingen i Skriketorp 1990–2010 |
| -------------------------------------------------------------------- | ---------------------------------------------- | ---------------------------------------------- | ---------------------------------------------- | ---------------------------------------------- |
|                                                                      |                                                |                                                |                                                |                                                |
| År                                                                   |                                                |                                                | Folkmängd                                      | Areal (ha)                                     |
| 1990                                                                 | 1990                                           |                                                | 97                                             | 26#                                            |
| 1995                                                                 | 1995                                           |                                                | 121                                            | 27#                                            |
| 2000                                                                 | 2000                                           |                                                | 147                                            | 33#                                            |
| 2005                                                                 | 2005                                           |                                                | 183                                            | 34#                                            |
| 2010                                                                 | 2010                                           |                                                | 246                                            | 32                                             |
| Anm.: Ny tätort 2010. Sammanvuxen med Graversfors 2015 # Som småort. |                                                |                                                |                                                |                                                |